# Филатов Луг
«Фила́тов Луг» — станция Московского метрополитена на Сокольнической линии. Расположена на границе района Коммунарка и Филимонковского района (НАО). Располагается между улицей Филатов Луг, микрорайоном «Саларьево парк» и Хованским кладбищем в створе Филатовского шоссе. Получила своё название от соседнего СНТ «Филатов Луг», названного в честь пустоши Филатово деревни Саларьево. Открыта 20 июня 2019 года в составе участка «Саларьево» — «Новомосковская». По конструкции — наземная крытая однопролётная станция с островной платформой.

## Название
Название станции, как и название улицы, получено от СНТ «Филатов Луг». Топоним восходит как минимум к XVII веку — в этом районе существовала пустошь Филатово.

## История

### Проектирование
Впервые станция появилась на планах развития Московского метрополитена летом 2014 года, когда 26 июня было выдано распоряжение на составление проекта планировки продления Сокольнической линии на две станции от «Саларьева» в районы перспективной застройки. К лету 2015 года было спроектировано продление уже на 5 станций: до станции «Сосенки» с пересадкой на линию в Коммунарку. Реализация этих планов оставалась далёкой перспективой, однако в ноябре были опубликованы материалы проекта по внесению изменений в Генеральный план города Москвы относительно присоединённых территорий, согласно которым, на участке продления Сокольнической линии за станцией «Саларьево» на первом этапе оставлена только одна станция — «Филатов Луг». В начале 2016 года планы по продлению Сокольнической линии в Коммунарку вновь претерпели изменения: количество станций на новом участке вновь было увеличено до пяти (в июле пятая станция была вычеркнута — «Николо-Хованская», между станциями «Филатов Луг» и «Прокшино»), но теперь новый участок линии трассировался вдоль строящейся автодороги Солнцево — Бутово — Варшавское шоссе (дублёра МКАД в Новой Москве) до конечной станции «Столбово».

### Строительство
В сентябре 2016 года начались подготовительные работы на строительной площадке станции; на конец июня 2017 года уже велось вбивание свай фундамента. В июле 2017 года соответствующий проект планировки был официально утверждён. 16 марта 2018 года на сайте госзакупок стартовал конкурс на выполнение подрядных работ по строительству участка «Саларьево» — «Столбово» к октябрю 2019 года; итоги конкурса были подведены 28 апреля. Вопреки указанному на тот момент сроку, технический пуск участка состоялся 14 января 2019, а официальное открытие — 20 июня 2019 года.

### Эксплуатация
8 мая 2024 года в Новой Москве были упразднены поселения в пользу новых районов, а также произошёл обмен участками территорий существующих районов с вновь образованными. В результате реформы станция, располагавшаяся на территории поселений Сосенское и Московский, оказалась в районе Коммунарка и Филимонковском районе[значимость факта?].

## Расположение и вестибюли
По конструкции станция наземная крытая, расположена по оси Филатовского шоссе в полосе отвода между проезжими частями обоих направлений.
У станции имеется один вестибюль, расположенный прямо над платформой. С ней он связан лестничными сходами и лифтами. Выход из вестибюля ведёт на обе стороны Филатовского шоссе через поперечный надземный переход. В 2021 году к станции была подведена автодорога из Московского. Запланировано прохождение линии скоростного трамвая для подвоза пассажиров из близлежащих жилых кварталов. У станции метро «Филатов Луг» обустроена перехватывающая парковка на 2000 машиномест и велосипедная парковка на 56 мест.

## Архитектура и оформление
Дизайн станции вдохновлён архитектурными формами старинных железнодорожных станций и вокзалов: станция Ватерлоо (Лондон, 1848 год), Пенсильванский вокзал (Нью-Йорк, 1910 год) и Киевский вокзал (Москва, 1918 год). Перроны оформлены в белой гамме, а выходы и кассы — жёлтыми элементами. Платформа станции сделана закрытой, а стены выполнены из прозрачного стекла. Пространство от пола до потолка составляет около 10 метров. Помимо этого, впервые в станционный дизайн были вписаны растения.
| - Название на путевой стене - Скамейки - Станция в декабре 2024 |

## Путевое развитие
К северу в сторону «Саларьева» от каждого пути построены по две стрелки: одна — отходящая, другая — примыкающая к пути. Это недостроенные служебные соединительные ветви к отменённому депо «Саларьево», перестроенные в подземный парк отстоя в июле 2020 года. Между ответвлениями в целях безопасности был построен эвакуационный выход в виде боковых железных платформ. Точно такие же выходы построены на перегонах «Саларьево» — «Филатов Луг», «Филатов Луг» — «Прокшино» и «Прокшино» — «Ольховая».

## Наземный общественный транспорт
На этой станции можно пересесть на следующие маршруты городского пассажирского транспорта:
- Автобусы: 102, 109, 128, 147, с156, 169, 189, 189п, 193, 272, 420, с999

## Галерея
| - Расположение станции с воздуха (проект) - Проект станции - Платформа станции в день открытия - Платформа станции в день технического запуска - Станционный зал |